# Polski Kościół Ewangelicko-Reformowany w Wielkiej Brytanii
Polski Kościół Ewangelicko-Reformowany w Wielkiej Brytanii – Kościół kalwiński zorganizowany w 1947 roku przez pastora Romana Mazierskiego.

## Historia
Polski Kościół Ewangelicko-Reformowany powstał jako bezpośrednia kontynuacja działalności kapelanii wojskowej, która istniała w czasie II wojny światowej przy 1 Dywizji Pancernej Polskich Sił Zbrojnych. 
Skupiał polskich ewangelików-reformowanych pozostających na emigracji w Wielkiej Brytanii. Był związany z Międzynarodowym Zrzeszeniem Chrześcijańskich Kościołów w Stanach Zjednoczonych Ameryki oraz Niezależną Radą Prezbiteriańskich Misji Zagranicznych.
Od 1972 roku połączony był interkomunią z Polskim Kościołem Ewangelicko-Augsburskim na Obczyźnie. Opiekę duszpasterską nad nim sprawował duchowny luterański Alfred Bieta. 
W 1991 roku Polski Kościół Ewangelicko-Reformowany w Wielkiej Brytanii zjednoczył się z Kościołem Ewangelicko-Reformowanym w RP.